# Vandenesse (rivière)
Pour les articles homonymes, voir Vandenesse (homonymie).
La  Vandenesse est une rivière française qui coule dans le département de la Côte-d'Or, en région Bourgogne-Franche-Comté, et un affluent de l'Ouche en rive gauche, donc un sous-affluent du Rhône par la Saône.

## Géographie

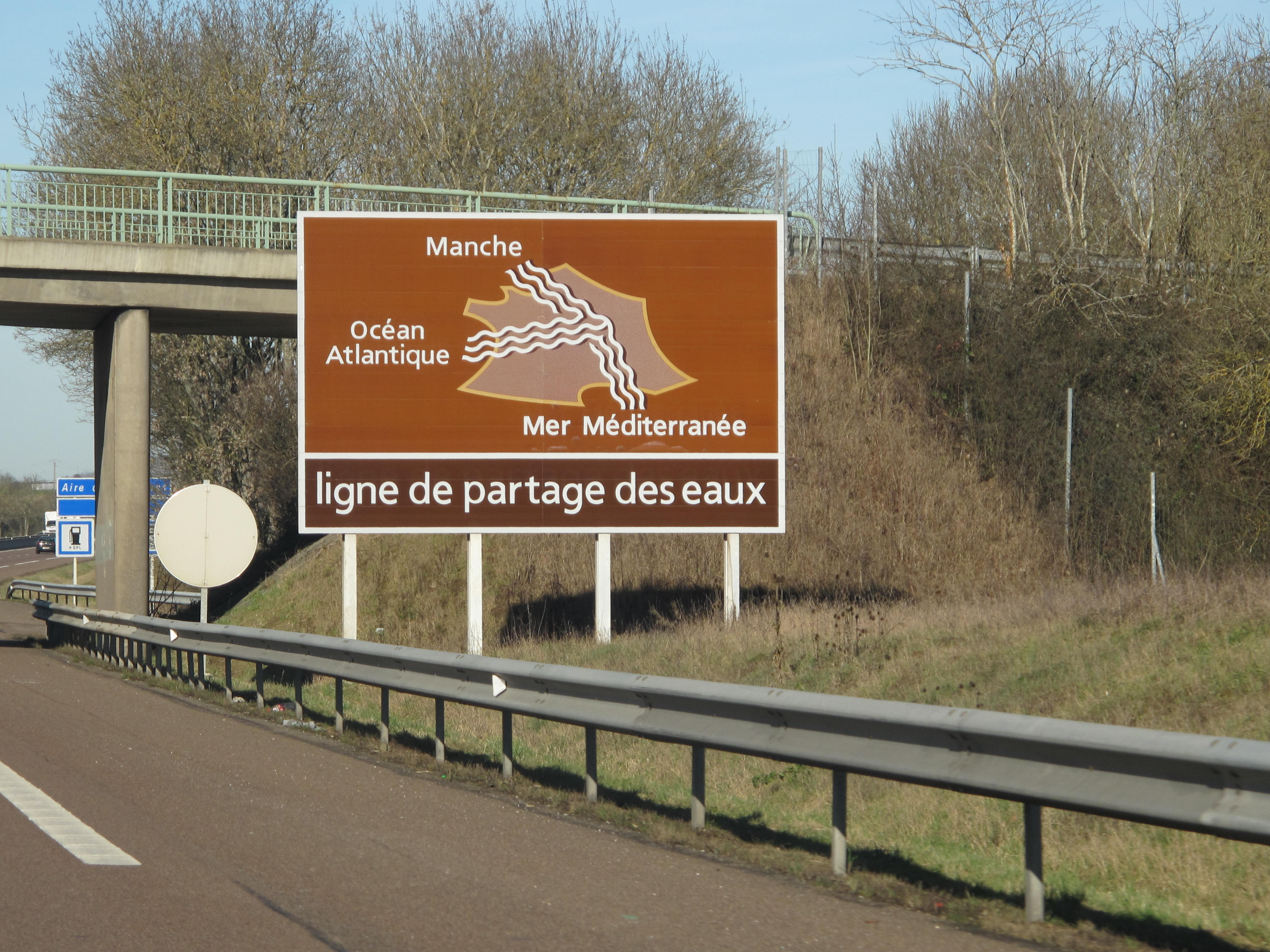
Ligne de partage des eaux indiquée sur l'A6, dir. nord près de Châteauneuf.

La Vandenesse naît dans un vallon profond à 440 m d'altitude, à 800 m au nord-est du village de Beaume sur la commune de Créancey (Côte-d'Or), près de l'autoroute A38 et de l'échangeur de Pouilly-en-Auxois et à proximité de la ligne de partage des eaux entre les bassins de la Seine (Manche)  et de la Saône (Rhône, mer Méditerranée) ; la ligne de partage des eaux pour la Loire (océan Atlantique) est à peine plus loin.
De 17,6 km de longueur, son cours a une orientation générale allant du nord-ouest vers le sud-est.
Elle conflue en rive gauche de l'Ouche au lieu-dit « Pont d'Ouche » sur Crugey, à 324 m d'altitude.
Pratiquement toute la longueur de sa vallée est empruntée par le canal de Bourgogne et par l'autoroute A6.

## Communes traversées
Dans le seul département de la Côte-d'Or (21), la Vandenesse traverse sept communes et deux cantons : 
- dans le sens amont vers aval : Beaume( hameau de Créancey ) (source),Créancey, Vandenesse-en-Auxois, Sainte-Sabine, Châteauneuf, Bouhey et Crugey (confluence).

Soit en termes de cantons, la Vandenesse prend source dans le canton de Pouilly-en-Auxois et conflue dans le canton de Bligny-sur-Ouche, dans l'arrondissement de Beaune.

## Affluents

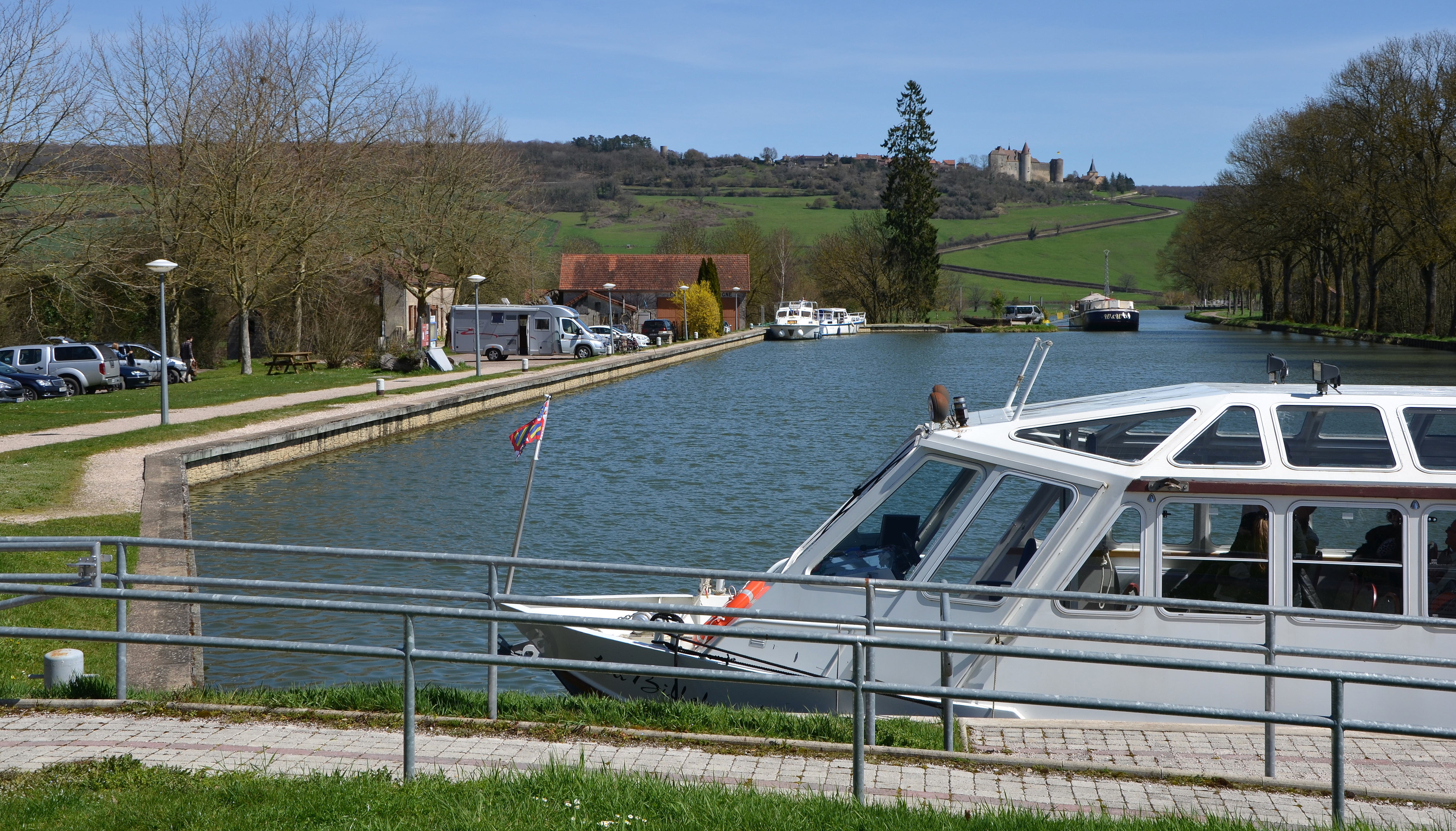
Le canal de Bourgogne à Vandenesse.

La Vandenesse a sept affluents référencés mais le canal de Bourgogne est compté par deux fois, donc six affluents :
- le canal de Bourgogne, 84,7 km sur vingt-neuf communes.
- Le ruisseau de Commarin[3] (rg), long de 11,6 km, traverse par ordre alphabétique, les communes de Châteauneuf, Commarin, Échannay, Montoillot et Vandenesse-en-Auxois, reçoit les eaux des deux affluents :
  - ruisseau du Palloux[4] (rd) traversant Commarin et Montoillot sur 4,1 km
  - ruisseau de Panthier[5] (rd) circulant sur 3,4 km entre Créancey et Vandenesse-en-Auxois et traversant le Lac de Panthier.
- La Miotte[6] (rd), petit ruisseau de 3,6 km traversant Châteauneuf, Sainte-Sabine et Chazilly et traversé par le réservoir de Chazilly.
- La Creuse[7] (rg), autre petit ruisseau de 3,2 km situé sur le territoire de Châteauneuf.
- Le ruisseau du Préron[8] (rd), traversant les communes (par ordre alphabétique) de Chaudenay-la-Ville, Chaudenay-le-Château, Crugey et Painblanc.
- Le ruisseau des Riots[9] (rg), minuscule cours d'eau qui traverse sur 1 km les communes de Bouhey et Crugey.

Le rang de Strahler est donc de trois.

## Hydrologie
La Vandenesse est une rivière très irrégulière, à l'instar de ses voisines de l'Auxois. Son débit a été observé durant une période de 13 ans (1995-2008), à Crugey, localité du département de la Côte-d'Or située au niveau de son confluent avec l’Ouche. La surface ainsi étudiée y est de 127 km2, soit la quasi-totalité du bassin versant de la rivière.
Le module de la rivière à Crugey est de 0,871 m3/s.
La Vandenesse présente des fluctuations saisonnières de débit fort marquées, comme très souvent dans le bassin de la Saône. Les hautes eaux se déroulent en hiver et au début du printemps et se caractérisent par des débits mensuels moyens allant de 1,63 à 1,72 m3/s, de janvier à début avril inclus (avec un maximum en février). À partir de la seconde partie du mois d'avril, le débit baisse rapidement jusqu'aux basses eaux d'été-automne qui ont lieu de juin à octobre inclus, entraînant une  baisse du débit mensuel moyen jusqu'à 0,214 m3 au mois d'août et 0,177 en septembre. Mais ces moyennes mensuelles ne sont que des moyennes et cachent des fluctuations bien plus prononcées sur de courtes périodes ou selon les années.

### Étiage ou basses eaux
Aux étiages, le VCN3 peut chuter jusque 0,037 m3/s (37 litres), en cas de période quinquennale sèche, ce qui est assez sévère. Mais ce fait est fréquent parmi les rivières de la région et de tout l'est de la France. 

### Crues
Les crues peuvent être assez importantes, compte tenu de la petitesse du bassin versant. Les QIX 2 et QIX 5 valent respectivement 16 et 23 m3/s. Le QIX 10 est de 27 m3/s, le QIX 20 de 32 m3, tandis que le QIX 50 n'a pas pu être calculé, faute d'une durée d'observation suffisante pour le faire.
Le débit instantané maximal enregistré à Crugey a été de 42,1 m3/s le 14 mars 2001, tandis que la valeur journalière maximale était de 26,8 m3/s le même jour. Si l'on compare la première de ces valeurs à l'échelle des QIX de la rivière, l'on constate que cette crue était largement supérieure à la crue vicennale définie par le QIX 20, et donc très exceptionnelle.

### Lame d'eau et débit spécifique
La Vandenesse est une rivière peu abondante. La lame d'eau écoulée dans son bassin versant est de 212 millimètres annuellement, ce qui est nettement inférieur à la moyenne d'ensemble de la France (320 millimètres), et aussi à la moyenne du bassin de la Saône (501 millimètres à Lyon). Le débit spécifique (ou Qsp) atteint le chiffre fort moyen de 6,7 litres par seconde et par kilomètre carré de bassin.

## Curiosités - Tourisme

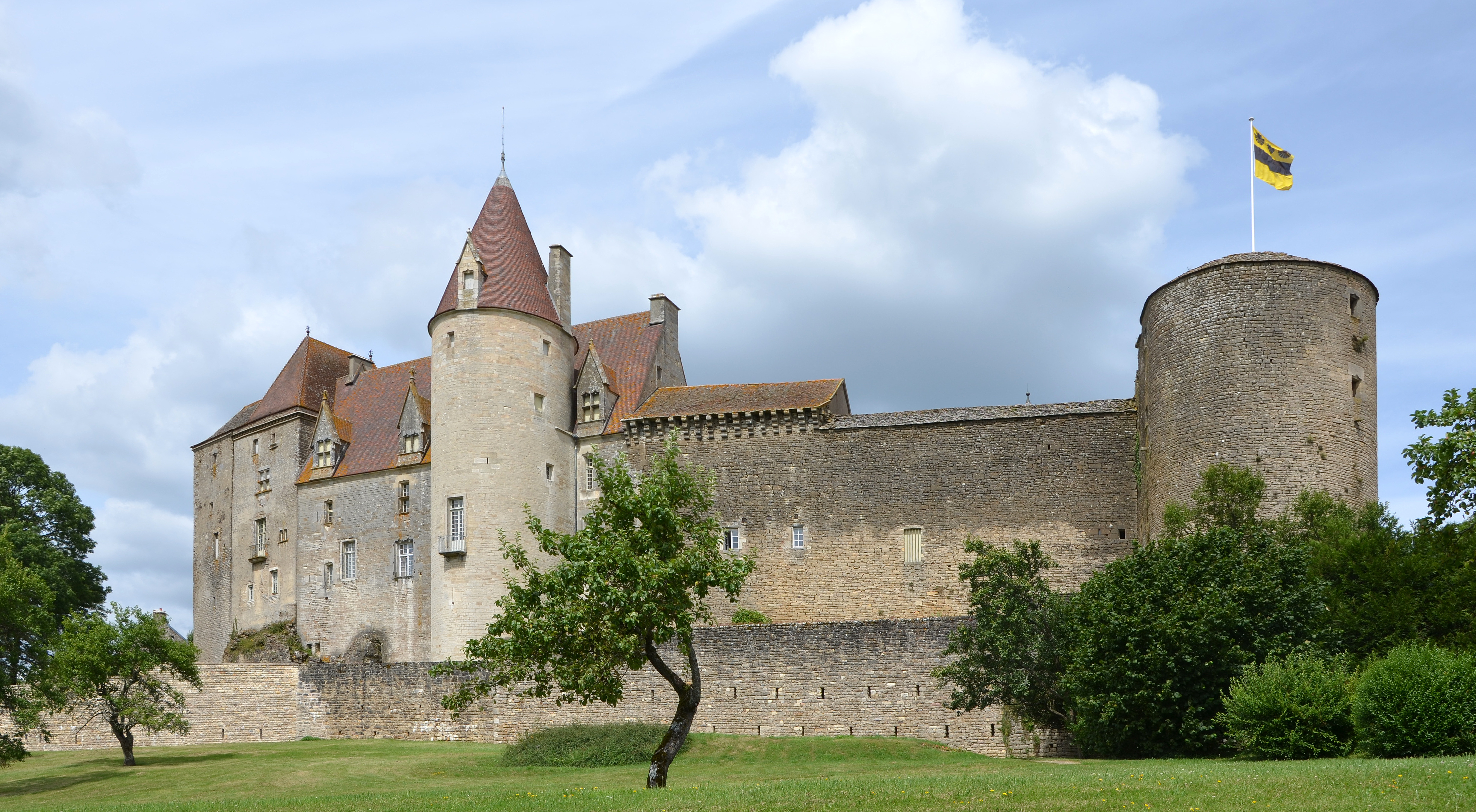
Château de Châteauneuf-en-Auxois.

- Le canal de Bourgogne et ses réservoirs sont une attraction touristique importante de la vallée.
- Châteauneuf : Château de Châteauneuf-en-Auxois.